# Bechlín
Bechlín este o comună și un sat din districtul Litoměřice din regiunea Ústí nad Labem din Cehia. Are o populație de aproximativ 1.300 de locuitori.
Principalul obiectiv turistic din Bechlín este Biserica Sfântul Venceslau. Inițial o biserică gotică, a fost reconstruită ultima dată în stil baroc în 1786.

## Diviziuni administrative
Bechlín este alcătuit din două diviziuni administrative (populația este între paranteze conform recensământului din 2021):
- Bechlín (754)
- Predonín (499)

## Etimologie
Numele comunei este derivat din prenumele personal Bechla, astfel are sensul de „curtea lui Bechla”.

## Geografie
Bechlín se află la aproximativ 20 kilometri (12 mi) sud-est de Litoměřice și la 33 kilometri (21 mi) nord de capitala Praga. Se află în Platoul Ohře de Jos (în cehă: Dolnooharská tabule), în zonele joase ale regiunii Polabí⁠(d). Cel mai înalt punct al comunei se află la 269 metri (883 ft) deasupra nivelului mării.

## Istorie
Prima mențiune scrisă a lui Bechlín datează din anul 1295.
La sfârșitul secolului al XIII-lea, satul a fost împărțit în trei părți cu proprietari diferiți, iar această împărțire a durat până în 1918.
Printre familiile notabile de nobili care au deținut unele dintre cele trei părți s-au numărat Trčka din Lípa, Lobkowicz și Desfours-Walderode.

## Transporturi
Nu există căi ferate sau drumuri principale care să treacă prin comună.

## Obiective turistice
Principalul obiectiv turistic din Bechlín este Biserica „Sfântul Venceslau”. Inițial o biserică gotică, a fost ridicată în al treilea sfert al secolului al XIII-lea. A fost reconstruită după un incendiu din 1697 și apoi reconstruită în stil baroc în 1786.